# Kosatcová pole
Kosatcová pole jsou část území kolem Anduiny mezi Mlžnými horami a Temným hvozdem ve fiktivní Středozemi. V dřívějších časech to bylo velké jezero, ve kterém se stékala Anduina a Kosatcová řeka. Postupně začalo vysychat a vznikal velmi rozlehlý močál, kterým protékala řeka mezi ostrůvky, rákosím a plochami žlutých kosatců, které daly kraji jméno. Jak postupovalo vysychání, tak se okraje zpevňovaly a mohly být využívány jako cesty pro přesuny lidí se zbožím či vojenských jednotek.

## Isildur a Kosatcové pole
V roce 2 Třetího věku putoval Isildur, syn Elendila a král lidí ve Středozemi z Gondoru, který leží na jihu, do Roklinky poté do Arnoru na severu. Spolu s ním putovali jeho tři synové a přibližně 200 mužů. Cesta jim rychle ubíhala a u Kosatcových polí jim na cestu vysvitlo slunce po dlouhém dešti. Začali zpívat, ale  při stmívání je přepadli skřeti. Isildur svěřil Ohtarovi úlomky Narsilu a dal mu za úkol vzdálit se z boje a donést úlomky do bezpečí. Chvíli poté se skřeti vrhli s zuřivostí na Isildurovy muže a přes statečnost byli lidé pobiti. Když Isildur viděl, že je vše ztraceno, nasadil si Jeden prsten a prchl k řece. Když v ní začal plavat, tak mu naneštěstí prsten sklouzl z ruky a Isildura zabily skřetí šípy. Prsten spadl na dno a byl nalezen až v roce 2463 Třetího věku Déagolem, kterého kvůli němu vzápětí zabil Glum a získal tak Prsten. 